# Mindestanforderungen an das Risikomanagement (InvMaRisk)
Die Mindestanforderungen an das Risikomanagement für Investmentgesellschaften, abgekürzt InvMaRisk, ist eine normeninterpretierende Verwaltungsvorschrift der Bundesanstalt für Finanzdienstleistungsaufsicht (BaFin) für die Ausgestaltung des Risikomanagements in deutschen Investmentgesellschaften. Das Rundschreiben soll die aus Sicht der Aufsicht wesentlichen Anforderungen des  § 9a Investmentgesetz (InvG) zusammenfassen und den Investmentgesellschaften Rechts- und Planungssicherheit verschaffen sowie eine konsistente Anwendungen des InvG sicherstellen.

## Überblick
Das Rundschreiben legt auf der Grundlage des § 9a des Investmentgesetzes (InvG) den Instituten einen flexiblen und praxisnahen Rahmen für die Ausgestaltung einer ordnungsgemäßen Geschäftsorganisation der Kapitalanlagegesellschaften und selbstverwaltenden
Investmentaktiengesellschaften fest.

## Aufbau der MaRisk
Das  MaRisk-Rundschreiben ist im Gegensatz zu den MaRisk (BA) nicht modular strukturiert. Die wesentlichen Kernregelungen sind von der Grundidee her weitgehende identisch, aber mit spezifischen Bezug zu den typischen geschäftlichen Aktivitäten der Investmentgesellschaften.

## Kernregelungen / Struktur der InvMaRisk
Eine ordnungsgemäße Geschäftsorganisation umfasst insbesondere:
- ein angemessenes Risikomanagementsystem
- geeignete Regelungen für die persönlichen Geschäfte der Mitarbeiter
- geeignete Regelungen für die Anlage des eigenen Vermögens in Finanzinstrumenten
- angemessene Kontroll- und Sicherheitsvorkehrungen für den Einsatz der elektronischen Datenverarbeitung
- Regelungen zu Verfahrensweisen bei Auslagerungen
- eine angemessene Dokumentation
- angemessene Kontrollverfahren (einschließlich der Internen Revision)

Das Risikomanagementsystem und die übrigen Kontrollverfahren schaffen die Grundlage für die sachgerechte Wahrnehmung der Überwachungsfunktionen des Aufsichtsorgans der Gesellschaft und beinhalten deshalb auch dessen angemessene Einbindung.

## Historische Entwicklung
Die InvMaRisk stellen die Weiterentwicklung der qualitativen Finanzmarktaufsicht dar, die 1975 mit den Mindestanforderungen für bankinterne Kontrollmaßnahmen bei Devisengeschäften begann. 

„Mit dem Wegfall der Institutseigenschaft von Kapitalanlagegesellschaften durch das Investmentänderungsgesetz im Dezember 2007 war auch die MaRisk formal für Kapitalanlagegesellschaften nicht mehr anwendbar. Die BaFin  hat jedoch weiterhin die MaRisk aus dem Bankenbereich sinngemäß zur Auslegung der Organisationspflichten in § 9a Investmentgesetz herangezogen. Um dem speziellen Geschäftsmodell von Investmentgesellschaften Rechnung zu tragen, hat die BaFin nun – aufbauend auf den Regelungen der MaRisk im Bankenbereich – Mindestanforderungen an das Risikomanagement für Investmentgesellschaften entworfen. Neben spezifischen Anforderungen an das Risikomanagement konkretisiert das Rundschreiben unter anderem auch Anforderungen an die Auslagerung sowie die interne Revision.“